# Снятинська міська територіальна громада
Снятинська міська територіальна громада — територіальна громада в Україні, в Коломийському районі Івано-Франківської області. Адміністративний центр — м. Снятин.
Площа громади — 369,1 км², населення — 41 376 осіб (2020).

## Населені пункти
У складі громади 1 місто (Снятин) і 26 сіл:
- Белелуя
- Будилів
- Видинів
- Вовчківці
- Горішнє Залуччя
- Джурів
- Долішнє Залуччя
- Драгасимів
- Завалля
- Задубрівці
- Запруття
- Княже
- Красноставці
- Новоселиця
- Орелець
- Підвисоке
- Попельники
- Потічок
- Прутівка
- Русів
- Стецева
- Стецівка
- Тулова
- Тучапи
- Устя
- Хутір-Будилів